# Street Parade
Street Parade (även Streetparade) är en techno/ravefestival i Zürich, Schweiz. Den hålls vanligen den andra lördagen i augusti och hade 2004 och 2005 uppskattningsvis 1 miljon deltagare.